# Gerd Dessel
Gerhard Dessel (* 16. März 1930 in Hagen-Haspe; † 24. November 2010) war ein deutscher Politiker (SPD). Er war von 1994 bis 1998 Bürgermeister der nordrhein-westfälischen Stadt Ennepetal.

## Leben
Gerd Dessel wurde 1930 in Hasperbach geboren, das damals zu Haspe gehörte. Haspe war ein Jahr vor seiner Geburt zu Hagen eingemeindet worden, Hasperbach wurde 1949 ein Stadtteil von Ennepetal. Er absolvierte eine Ausbildung zum Technischen Zeichner und arbeitete in einem Stahlwerk in Hasperbach. Dort war er auch Betriebsrat und wurde Meister.
Von 1970 bis 2004 war er für die SPD Mitglied des Ennepetaler Stadtrates. Er war Vorsitzender der SPD-Ortsvereins Ennepetal-Voerde (er lebte inzwischen in Voerde) und SPD-Fraktionsvorsitzender im Stadtrat. Er starb 2010 80-jährig nach einer Herzoperation.

## Bürgermeisteramt
Nachdem er schon stellvertretender Bürgermeister Ennepetals war, wurde er von der SPD 1994 als Bürgermeisterkandidat aufgestellt. Er gewann die Wahl als Nachfolger von August Born (EWG/FWE) und war bis 1998 Ennepetaler Bürgermeister. Gerd Dessels Nachfolger in Ennepetal wurde der parteilose CDU-Kandidat Michael Eckhardt.

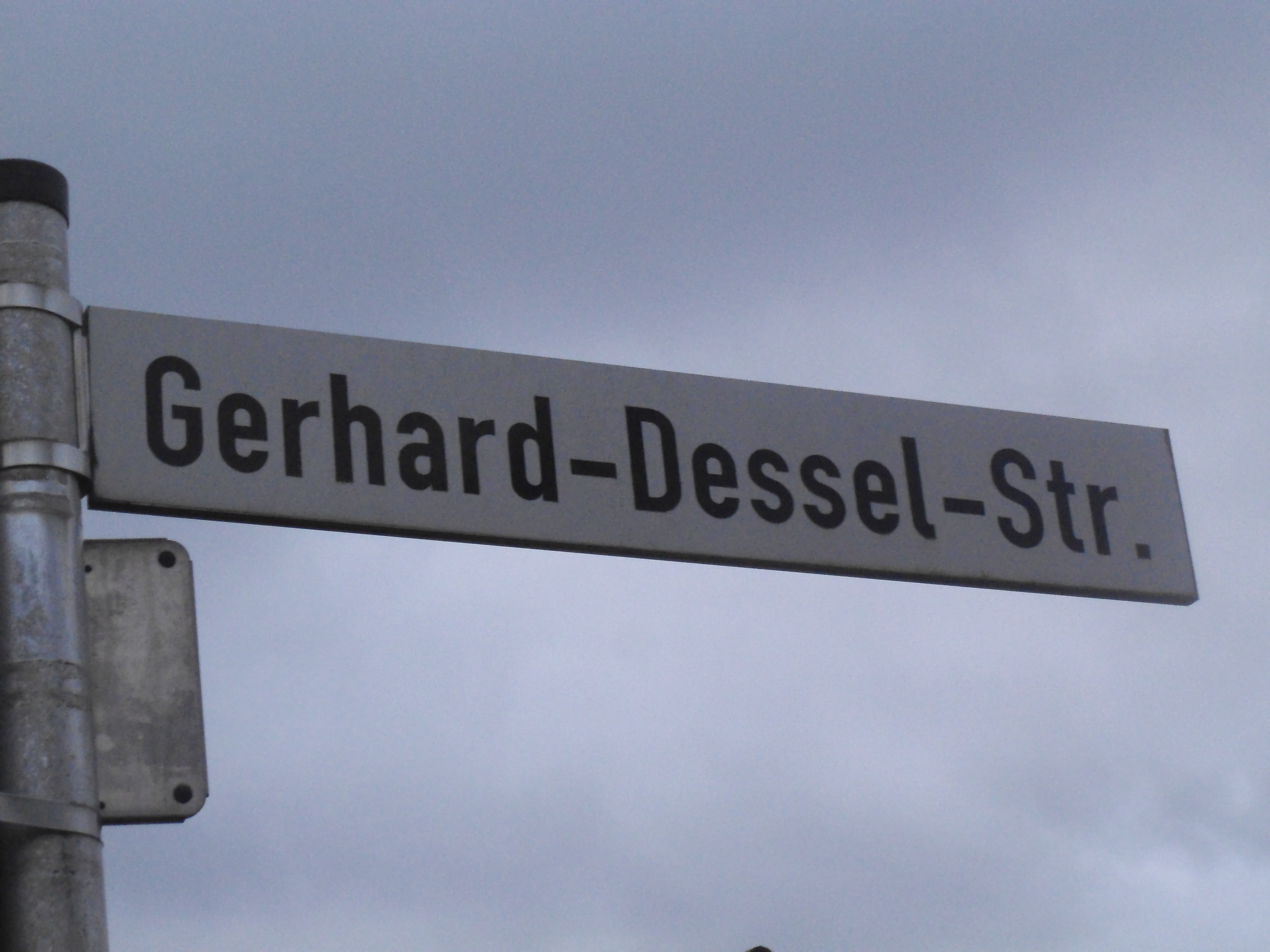
Nach Gerd Dessel benannte Straße in Ennepetal

## Auszeichnungen
- Im Jahr 2004 wurde ihm vom damaligen Bundespräsidenten Johannes Rau für sein ehrenamtliches Engagement das Bundesverdienstkreuz verliehen.[2]
- 2004: Auszeichnung als Ehrenbürgermeister der Stadt Ennepetal
- Ehrenvorsitzender des SPD-Ortsvereins Ennepetal[3]
- Eine Straße in einem Neubaugebiet am oberen Strückerberg des Ennepetaler Ortsteils Büttenberg wurde nach ihm benannt.